# Ilha do Rabelo
A Ilha do Rabelo é uma ilha brasileira do Estado do Paraná, localizada na baía das Laranjeiras.